# 재외동포협력센터
재외동포협력센터(在外同胞, Overseas KOreans Cooperation Center)은 재외동포의 한인으로서의 정체성 함양 및 대한민국과의 유대감 강화 정책을 효율적이고 체계적으로 지원 위해 설립한 재외동포청 산하의 공공기관이다. 서울특별시 서초구 남부순환로 2558 에 위치하고 있다.

## 설립 목적
재외동포기본법
제11조(재외동포협력센터의 설립 등) ① 국가는 재외동포의 한인으로서의 정체성 함양 및 대한민국과의 유대감 강화 정책을 효율적이고 체계적으로 지원하기 위하여 재외동포협력센터(이하 “센터”라 한다)를 설립한다.

## 연혁
- 1995년 12월 : 세계화추진위원회” 전체회의 “재외동포정책위원회” 설치 합의
- 1996년 5월 : 제1차 “재외동포정책위원회” 개최
재외동포재단 설립 합의
- 1997년 3월 : “재외동포재단법” (법률 제5313호) 공포
- 1997년 4월 : “재외동포재단법” 발효
- 1997년 7월 : “재외동포재단법 시행령”(대통령령 제15442호) 공포 및 발효
- 1997년 10월 : 재외동포재단 발족
제1대 김봉규 이사장 취임
- 2000년 10월 : 세계한인회장대회 출범
제2대 권병현 이사장 취임
- 2002년 : 세계한상대회 출범
- 2003년 11월 : 제3대 이광규 이사장 취임
- 2003년 12월 : 코리안넷 오픈
- 2006년 11월 : 제4대 이구홍 이사장 취임
- 2007년 9월 : 세계한인정치인포럼 출범
- 2007년 10월 : 세계한인의 날' 제정 및 한인주간행사 개최
- 2008년 8월 : 제5대 권영건 이사장 취임
- 2011년 10월 : 제6대 김경근 이사장 취임
- 2013년 6월 : 제7대 조규형 이사장 취임
- 2016년 7월 : 제8대 주철기 이사장 취임
- 2017년 10월 : 제9대 한우성 이사장 취임
- 2020년 11월 : 제10대 김성곤 이사장 취임
- 2023년 3월 : "정부조직법"(법률 제19270호) 공포
- 2023년 5월 : "재외동포기본법"(법률 제19402호) 공포
- 2023년 6월 : "정부조직법"(법률 제19270호) 시행 및 재외동포재단 해산
- 2023년 6월 : 재외동포협력센터 설립
- 2023년 6월 : 초대 김영근 센터장 취임

## 같이 보기
- 재외동포청장
- 재외동포청 차장
- 외교부